# Parc national de Bras d’Eau
Koordinaten: 20° 9′ S, 57° 43′ O
Der Parc national de Bras d’Eau (französisch) bzw. Bras d’Eau National Park (englisch) ist der kleinere der beiden Nationalparks auf Mauritius. Seine Größe beträgt etwa 497,2 Hektar. Er liegt zwischen Roches Noires im Norden und Poste de Flacq im Süden an der Nordostküste der Insel. Im Nationalpark liegt auch ein Besucherzentrum. Im Park liegt das Mauritius Radio Telescope.

## Flora und Fauna
Nachdem die ursprünglichen mauritischen Wälder zerstört wurden, wurde das meiste Land für kommerzielle Plantagen von fremden Bäumen, wie Eukalyptus, benutzt. Allerdings haben zwei Arten der mauritischen Ebenholzbäume überlebt. Früher waren sie auf der ganzen Insel verteilt.

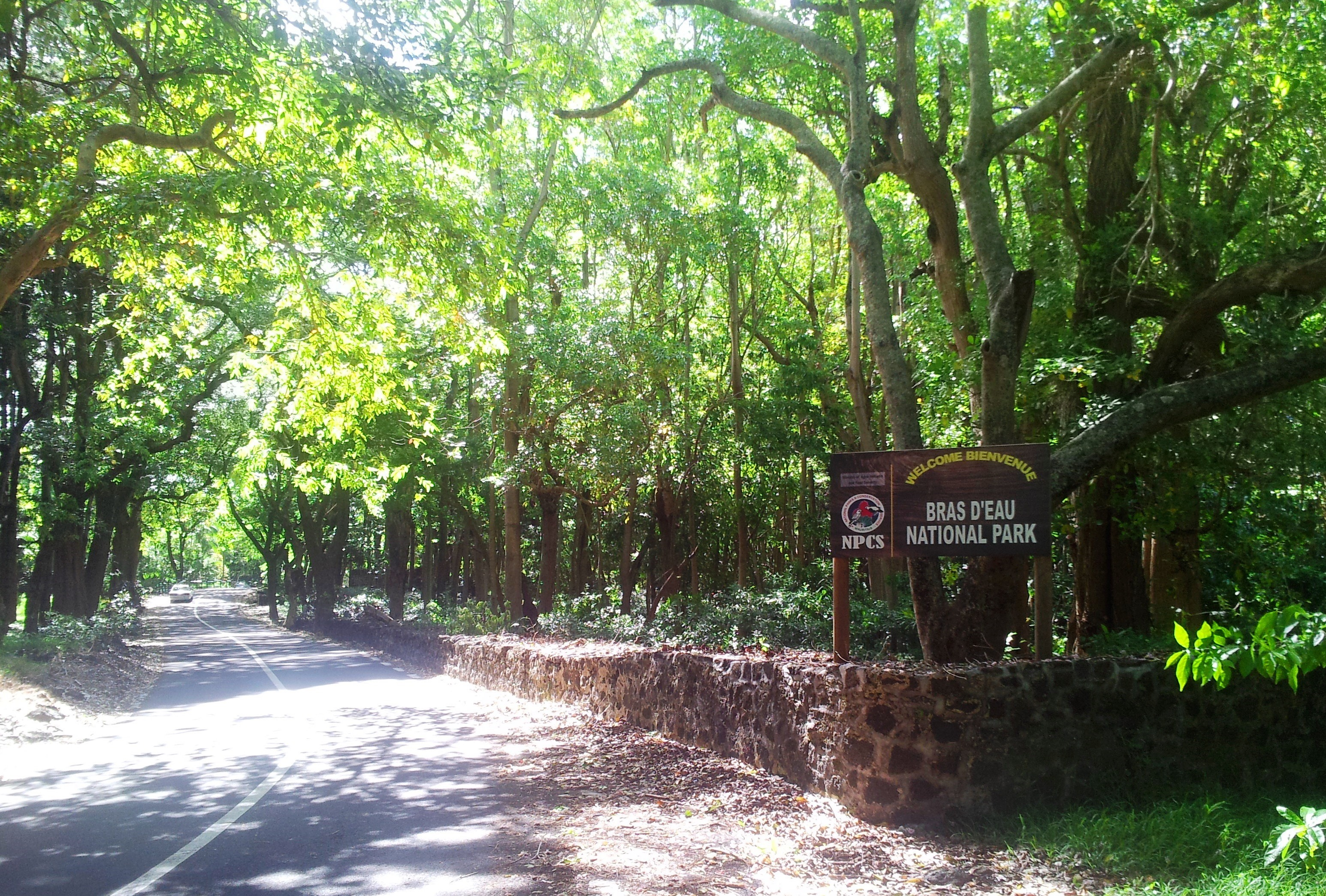
Der Eingang zum Nationalpark

Die meisten größeren Tierarten auf Mauritius sind bereits ausgestorben. Allerdings leben im Nationalpark noch einige seltene Vogelarten.

## Geschichte
Der Name des Gebiets leitet sich von der armartigen Gestalt des Gewässers ab, welches vom Belcourt Bay bis ins Landesinnere reicht (Bras d`Eau bedeutet wörtlich übersetzt Wasserarm).
Dadurch, dass ein Großteil der mauritischen Wälder durch Plantagen ersetzt wurde, überlebte nur ein kleiner Teil der ursprünglichen Biodiversität (Artenvielfalt). Dies veranlasste die Gründung des Nationalparks.
Der Park wurde am 25. Oktober 2011 gegründet und wird wie die anderen Nationalparks der Insel (außer dem Islets National Park) von der Mauritian National Parks und Conservation Service verwaltet. Anders als der bekannte Black River Gorges National Park ist dieser Nationalpark noch ruhiger und weniger touristisch.

## Touristen
Der Nationalpark liegt an der Küste im Nordosten der Insel nahe der Gemeinde Poste Lafayette. Ein großes Gebiet aus Wasser namens Mare Sarcelle deckt mit 89 Hektar einen großen Teil des Nationalparks ab. Das Gebiet ist die Heimat von Mangroven-Sümpfen und eine Vielzahl an Vögeln. Dieser Platz ist bei Vogelbeobachtern sehr beliebt.
Im Nationalpark befinden sich außerdem Überreste von über 200-jährigen Ruinen von einer ehemaligen Zuckerfabrik und einem Kalkofen. Außerdem starten am Besucherzentrum markierte Wanderwege und es stehen Picknicktische zur Verfügung.